# Microcebus mamiratra
Il microcebo di Claire (Microcebus mamiratra Andriantompohavana & al., 2006) è una specie di Lemuriformes della famiglia Cheirogaleidae, endemica del Madagascar. Il nome della specie, mamiratra, deriva dal malgascio e significa "pulito e splendente", in riferimento ad una fondazione che ha contribuito alla ricerca genetica in Madagascar.

## Descrizione

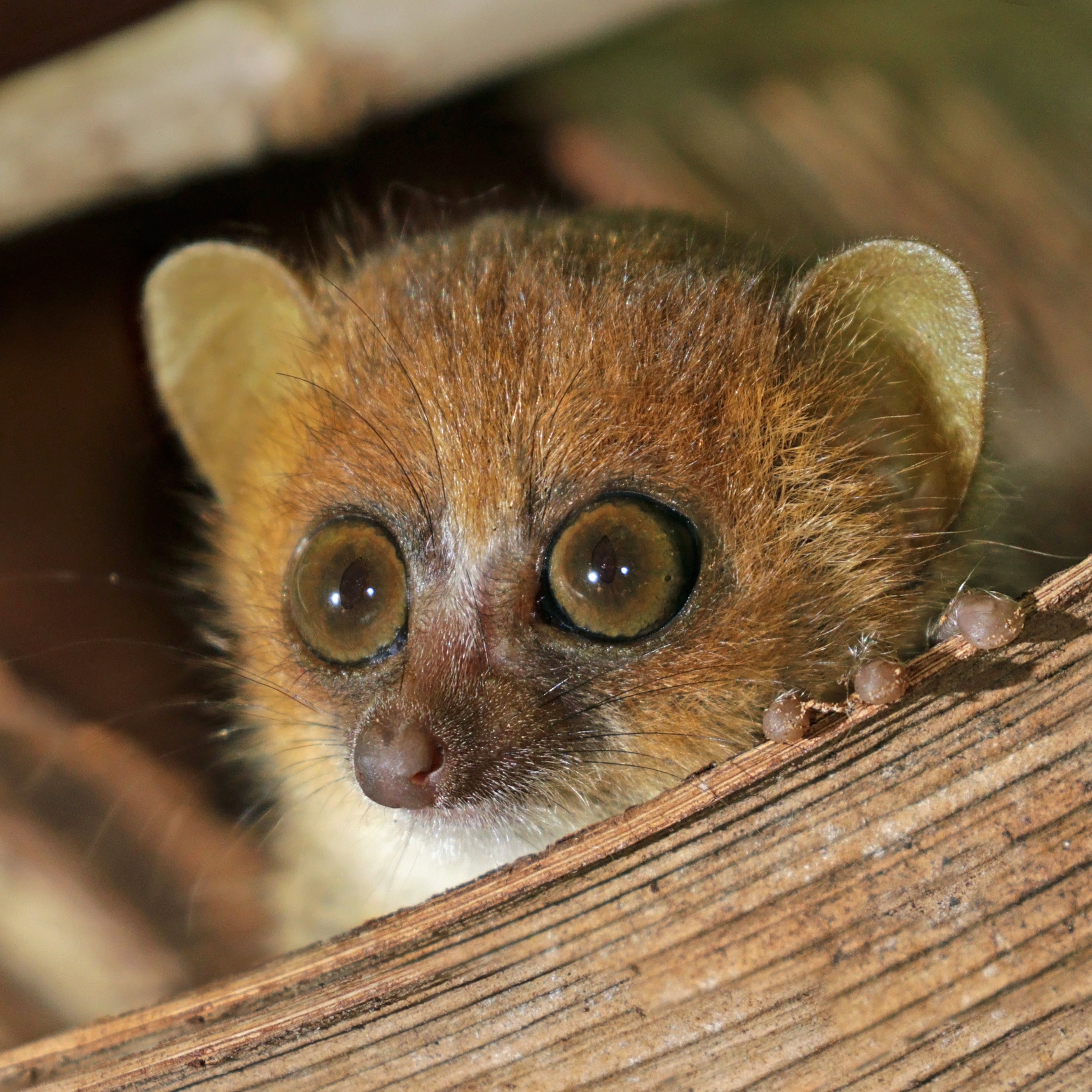
Primo piano di Microcebus mamiratra

Misura fra i 26 ed i 29 cm di lunghezza, almeno metà dei quali spettano alla coda. Raggiunge i 60 g di peso.

Il pelo è bruno-rossiccio sulla parte dorsale del corpo, tendendo a divenire più scuro man mano che si va verso la parte posteriore del dorso, mentre la parte ventrale è bianco sporco o giallastra.
Le zampe ed il muso sono nudi e color nerastro, mentre le orecchie sono ricoperte da una fine peluria arancio. Gli occhi sono di medie dimensioni, color marrone scuro e dalla pupilla verticale: fra i due occhi è presente una banda verticale di pelo bianco.

## Distribuzione e habitat
L'areale di questa specie è ristretto alla parte meridionale dell'isola di Nosy Be: lo si può trovare nella riserva naturale integrale di Lokobe.
Preferisce le zone ricoperte da foresta pluviale.

## Tassonomia
Questo animale è assai affine geneticamente al microcebo di Sambirano ed al microcebo rosso settentrionale